# Xosé Domínguez González
Xosé Domínguez González (Casteligo, Chandreja de Queija, 12 de diciembre de 1958) es un periodista y escritor español.

## Trayectoria
Estudió magisterio en la Escuela Normal de Ourense. Desde 1981 se dedicó al periodismo. Fue corresponsal de Europa Press, AGN y El Mundo. Colaboró en Faro de Vigo, Diario 16 de Galicia y Radio Ourense, y fue jefe de los servicios informativos de la Cadena SER en Ourense. Fundó la primera publicación digital de actualidad local en Galicia Dios, que país. Obtuvo el premio Vicente Risco del ayuntamiento de Ourense (1984) y el José Aurelio Carracedo de Periodismo (1988).

## Obras
- O home do unto. Blanco Romasanta, historia real de una leyenda, 1991 (con Lino Blanco).
- A cidade dos alemáns, 1991.
- Mario de Langullo. O derradeiro fuxido, 1992.
- Ourense Natural, 1995.
- Ourense Etnográfico, 1997.
- Alrededor de Ourense, 1998.
- Maceda al Natural, 1998.
- Romasanta, historia y leyenda, 2012.
- A Edreira, el último bastión de la resistencia en Ourense (18 en el balneario), 2016.